# Валь-де-Бріє
Валь-де-Бріє (фр. Val de Briey) — муніципалітет у Франції, у регіоні Гранд-Ест, департамент Мерт і Мозель. Валь-де-Бріє утворено 1 січня 2017 року шляхом злиття муніципалітетів Бріє, Манс i Мансьєль. Адміністративним центром муніципалітету є Бріє. Населення — 7996 осіб (01.01.2021).